# Ejen Ali
Ejen Ali (dịch sang tiếng Anh là Agent Ali, tiếng Việt: Đặc vụ Ali), là series phim hoạt hình của Malaysia được sản xuất bởi WAU Animation, đề cập tới một cậu bé vô tình trở thành điệp viên của tổ chức Meta Advance Tactical Agency (tạm dịch: Cơ quan chiến lược Meta Advance) viết tắt là "MATA", sau khi kích hoạt thiết bị Infinity Retinal Intelligence System (tạm dịch: Hệ thống võng mạc vô cực thông minh) viết tắt là "IRIS", một thiết bị mẫu tạo bởi MATA, được điều khiển bằng tín hiệu thần kinh giúp cho người dùng có thể thực hiện các thao tác được lập trình sẵn bằng máy tính. Sau sự cố đó, Ali và chú của cậu (Bakar) cùng nhau thực hiện những nhiệm vụ mà tổ chức MATA đưa ra.
Series phim này được trình chiếu dưới định dạng truyền hình độ nét cao (HDTV) và trình chiếu trên kênh TV3 (Malaysia) vào 8/4/2016. Đây là series phim hoạt hình đầu tiên được bảo hộ dưới dạng một sản phẩm sáng tạo của Công ty Truyền thông Media Prima Berhad Studio.

## Quá trình sản xuất
Ý tưởng của sản phẩm được xuất phát bởi Usamah Zaid Yasin, đạo diễn và biên kịch của series này, sau khi WAU Animation được thành lập vào năm 2013. Để sáng tạo nên cốt truyện đó, ngài Usamah và các cộng sử của mình đã theo dõi rất nhiều những bộ phim, series hoạt hình và đọc các tiểu thuyết về gián điệp và trí thông minh. Việc tạo nên series Đặc vụ Ali đã mất hai năm trước khi những sản phẩm đầu tiên của series này được làm ra vào tháng 7 năm 2015. Về tên nhân vật, Usamah đã lý giải rằng Ali là một cái tên dễ nhớ và được tìm thấy khá phổ biến trong các sách tham khảo cho học sinh Malaysia. Họ ban đầu cảm thấy hơi bối rối trong việc chọn tên nhân vật đơn giản và dễ nhớ. Và cuối cùng, cái tên "Ali" đã được lựa chọn.
Ban đầu, WAU Animation dự định làm dự án Đặc vụ Ali với hình thức là phim hoạt hình điện ảnh, thế nhưng do một chút khó khăn về tài chính và sau khi thảo luận với nhiều bên cũng như một số ý kiến góp ý, họ cảm thấy rằng sẽ là một tổn thất lớn nếu họ chỉ sản xuất mỗi một phim hoạt hình điện ảnh khi mà ý tưởng cho Đặc vụ Ali thì rất rộng. Họ quyết định lên kế hoạch kéo dài series này lên đến 5 mùa rồi mới sản xuất phiên bản điện ảnh của series trên.

## Quá trình Phát sóng

### Mùa 1
Tập đầu tiên được phát sóng vào 8/4/2016, sau đó tập 2 và tập 3 của mùa một được lần lượt phát sóng vào ngày 15/4 và 22/4. Kế đó, các tập 4, 5, 6 của mùa một được trình chiếu liên tục trong các ngày 22/7, 29/7 và 5/8. Tập 7 đến tập 9 của series chiếu từ 28/10/2016 trong 3 tuần liên tiếp. Tập 10 đến tập 12 của series chiếu lần lượt vào các ngày: 30/12/2016, 6/1/2017 và 13/1/2017. Tập cuối cùng của mùa 1 (tập 13) chiếu vào 3/3/2017.
Tất cả các tập phim trên được trình chiếu vào 17:30 chiều (giờ Kuala Lumpur, tức 16:30 giờ Hà Nội) trên kênh truyền hình TV3 của Malaysia.
Series này sẽ bắt đầu được trình chiếu ở kênh Disney Channel Asia bắt đầu vào 15/12/2017, vào lúc 12:00 trưa giờ Bangkok, Jakarta (13:00 chiều giờ Kuala Lumpur) ở các nước trong khu vực Đông Nam Á (trong đó có Việt Nam)

### Mùa 2
Tập đầu tiên của Mùa 2 được phát sóng vào ngày 22 tháng 9 năm 2017, với tập 2, 3 và 4 được hiển thị vào ngày 29 tháng 9 lần lượt là ngày 6 và 13 tháng 10. Giống như Mùa 1, được hiển thị vào mỗi Thứ Sáu, lúc 5 giờ 30 phút chiều. Trên TV3, các tập 5, 6, 7, 8 được hiển thị vào ngày 17 Tháng 11, ngày 24 tháng 11, ngày 1 tháng 12 và ngày 8 tháng 12 tương ứng. Tập 9 đến 11 phát sóng từ ngày 9 tháng 2 đến ngày 23 tháng 2 năm 2018. Tập 12 được phát sóng vào ngày 23 tháng 3 năm 2018. Tập 13 (tập cuối của mùa 2) sẽ phát sóng vào ngày 30 tháng 3 năm 2018.

### Mùa 3
Do nhu cầu của khán giả sau ba năm kể từ khi kết thúc mùa 2, đã có thông báo rằng mùa 3 đã được xác nhận với việc đang sản xuất các tập phim mới , cũng như phát hành bản nhạc nền mở đầu mới. Một đoạn giới thiệu nhỏ đã được phát hành vào ngày 14 tháng 10 năm 2021   và một poster được phát hành vào ngày 28 tháng 11 năm 2021, trong khi đoạn trailer chính thức của mùa 3 được phát hành vào ngày 10 tháng 6 năm 2022.
Phim được đồng sản xuất với Disney+ Hotstar và công chiếu vào ngày 25 tháng 6 năm 2022 như đã thông báo qua kênh YouTube của Disney+ Hotstar Malaysia trong video "Điểm nổi bật tháng 6 năm 2022".
Vào ngày 3 tháng 8 năm 2022, một số tin đồn được lan truyền tiết lộ rằng mùa 3 sẽ được chia thành hai phần, phần đầu tiên sẽ phát sóng trong 7 tập từ ngày 25 tháng 6 đến ngày 6 tháng 8, phần thứ hai dự kiến phát hành vào tháng 12 với 6 tập còn lại.

## Các loại lõi trong phim
Trong phim, các đặc vụ được phân ra theo 4 lõi.
- Neuro
  - Là những đặc vụ có chiến lược gia tài ba, có khả năng phân tích những địa điểm, thời gian, địa hình,... để đưa những chiến thuật tuyệt vời nhất cho cả đội,...
- Techno(Tekno)
  - Là những đặc vụ, nhà khoa học thông minh chuyên chế tạo những thiết bị tối tân giúp các đặc vụ khác hoàn thành nhiệm vụ,...
- Inviso
  - Là những đặc vụ có khả năng chiến đấu, quan sát nhanh, di chuyển nhanh nhẹn và bền bỉ, rất hợp để đột nhập và đánh cắp những thiết bị tối tân từ căn cứ kẻ địch,...
- Kombat
  - Là những đặc vụ tuy chậm nhưng mạnh, sức chịu đòn cao, ý chí kiên cường, không bao giờ đầu hàng đối phương và chuyên dùng để đánh trực tiếp vào căn cứ kẻ địch, đánh lạc hướng,...

## Nhân vật

### Nhân vật chính
- Ali (Ida Rahayu Yusoff thủ vai)
  - Ali thuộc hệ lõi Tekno. Là một cậu bé 12 tuổi vô tình trở thành điệp viên của tổ chức MATA (Meta Advance Tatical Agency) khi kích hoạt thiết bị có tên Infinity Retina Intelligence System (Viết tắt: IRIS, tiếng Việt: Hệ thống võng mạc vô cực thông minh), thiết bị nguyên mẫu được thiết kế bởi MATA, được điều khiển thông qua sóng não giúp người dùng có thể kích hoạt nhiều tính năng được lập trình sẵn bởi máy tính như tính toán đường đi, gợi ý chiến lược tấn công, ... Thế nhưng, người sử dụng sẽ bị mất sức khi sử dụng vì IRIS sử dụng nguồn năng lượng từ chính người sử dụng. Ali trở thành điệp viên của tổ chức này vì IRIS chỉ đã được đồng bộ với cơ thể của cậu dẫn tới việc chỉ có Ali mới có thể sử dụng các tính năng của thiết bị này. Cậu đã trở thành điệp viên tạm thời và được huấn luyện như một điệp viên chuyên nghiệp. Ở trường, cậu không quá xuất sắc trong học tập và thường xuyên đi học muộn. Cậu có người bạn thân tên là Viktor. Khi làm điệp viên, ngoài IRIS thì Ali còn có 2 vũ khí: Chiếc Yoyo (Yoyo Blast) là vũ khí dành cho đặc vụ thuộc hệ Kombat, dùng để tạo ra các cú bắn bằng dòng xung kích điện và cũng có thể tạo ra lá chắn laser để bảo vệ Ali. Đôi giày Aero Boots, trang phục thuộc hệ Neuro – được kết nối với IRIS – để giúp Ali nhảy cao và xa hơn ở tầm cao nhất là 25m và cũng có thể sử dụng trong một số trường hợp cần thiết. Đặc biệt là cậu được huấn luyện theo phong cách Inviso từ đặc vụ Rizwan.
  - Ali được biết đến là người vụng về và hay bị phạt, cậu có một sự căm ghét dữ dội đối với Alicia. Bất chấp sự lười biếng và thái độ vô kỷ luật của mình trong suốt bộ truyện, Ali bù đắp bằng sự quyết tâm và lòng dũng cảm của bản thân. Vào cuối mùa đầu tiên của phim, cậu đã nỗ lực đến trường sớm và cải thiện việc học của mình. Tuy nhiên, tính bốc đồng của cậu thường dẫn đến các nhiệm vụ thất bại và cậu không làm tốt trong việc làm theo hướng dẫn. Bất cứ khi nào có người gặp rắc rối, Ali không nghĩ ngợi gì mà lao vào giúp đỡ, một đặc điểm mà cậu thừa hưởng từ mẹ mình. Cậu có vẻ không được nổi tiếng lắm ở trường, có điểm số dưới mức trung bình và ít bạn bè, bao gồm cả Viktor. Giống như bất kỳ đứa trẻ 12 tuổi nào khác, Ali khao khát sự nổi tiếng, như đã thấy trong MISSION: SEÉNATIONAL, khi cậu sử dụng danh tính đặc vụ của mình để trở nên nổi tiếng với tư cách là siêu anh hùng của Cyberaya, được mệnh danh là 'Cyberwira'. Trong MISSION: LEGACY , Ali bị nghi ngờ đã lạm dụng IRIS vì sử dụng "Chế độ ghi đè (Override mode)" khi cậu vô tình làm Moon, Khai, Iman và Comot bị thương. Sau sự cố này, Ali tạm thời được chuyển đến trụ lõi Combat trong tập 8 của mùa 3. Vào tập cuối của mùa 3, Ali được giao nhiệm vụ trở thành chủ sở hữu mới của bộ giáp SATRIA.
- Bakar (Mohd Shafiq Bin Mohd Isa thủ vai)
  - Bakar là chú của Ali, điệp viên chiến đấu của MATA, thuộc hệ lõi Kombat, và là em trai của mẹ Ali (đã qua đời). Có cơ thể săn chắc và rất giỏi trong chiến đấu tay đôi. Bakar luôn chăm sóc cho Ali. Đôi lúc Bakar rất lơ đãng và ham ăn nhưng vẫn là nhân vật quan trọng của MATA. Trong mùa 1, Bakar bị nghi ngờ là "gián điệp của kẻ thù" khi một camera CCTV cho thấy Bakar gửi dữ liệu của bản thiết kế IRIS cho kẻ thù. Tuy nhiên, Ali phát hiện ra rằng não của Bakar đã bị điều khiển sau khi nhận được một cuộc gọi lạ từ Tiến sĩ Aaron khiến anh ta phải làm như vậy. Trong mùa 2, anh trở thành người cố vấn của trụ lõi Combat.
- Alicia (Noorhayati Maslini Omar thủ vai)
  - Alicia là một cô bé 12 tuổi thuộc trụ lõi Neuro và là con gái nuôi của tướng Rama, cô tiết lộ mình là một đứa trẻ mồ côi và tướng Rama là người giám hộ của cô, người chăm sóc cô như con ruột của mình, cô là bạn học cùng lớp với Ali. Alicia được đào tạo trở thành đặc vụ từ nhỏ, theo Zain (Người từng đứng đầu trụ lõi Neuro của MATA và là người thầy bí mật của cả Ali và Alicia): Alicia có kĩ năng và kinh nghiệm thực chiến vượt trên tất cả bạn bè cùng lứa. Cô bé có tính cách cao ngạo, ích kỷ nhưng vô cùng trực quan, sắc sảo và luôn tuyệt đối có trách nhiệm với hành động của mình. Alicia và Ali luôn dành sự chú ý và quan tâm đặc biệt cho nhau trong xuyên suốt mạch truyện. Alicia tuy luôn mâu thuẫn với Ali khi thực hiện nhiệm vụ được MATA giao phó kể từ lúc Ali làm đặc vụ nhưng Alicia luôn hiểu, cô chính là người hiểu rõ mọi thứ về Ali hơn bất cứ ai xung quanh cậu. Trong sự kiện Dos và Trez [Tay sai của Uno (Djin: người từng đứng đầu trụ lõi Inviso của MATA)] tấn công để cướp đi Azurium, nội tâm phức tạp của cô bé dần bị phơi bày rõ ràng hơn. Trái ngược với những gì đã thể hiện, nội tâm của Alicia lại vô cùng trong sáng và ấm áp bên cạnh một vẻ ngoài cực đoan và vô tâm. Cô bé đã khóc rất nhiều từ sau giai đoạn Ali kháng lệnh "protocol rush" (Từ bỏ tính mạng đồng đội để hoàn thành nhiệm vụ) từ đặc vụ Rizwan và một lần nữa khóc trước mặt mọi người sau cái chết của đặc vụ Zain khi tiến hành "protocol rush". Nội tâm của cô bé dần lộ rõ sự yếu đuối, sự sợ hãi tột cùng khi phải rời xa người mà cô xem là thầy, là bạn; xen lẫn một chút sự mỏng manh mà bấy lâu nay cô luôn cố kìm hãm và che giấu trước mọi người khi 2 lần đối diện và chứng kiến ranh giới của sự sống và cái chết. Về sau, cô gái nhỏ càng lúc càng công nhận con người và khả năng của Ali hơn, cô tỏ ra tôn trọng, yêu quý Ali hơn trước rất nhiều lần nhưng cô bé lại quyết định giữ tất cả trong lòng, tiếp tục kìm hãm nội tâm và che đậy lí trí của mình vì sự ngốc nghếch của Ali. Với cái cớ "để bảo vệ IRIS" hay "thực hiện nhiệm vụ",... cô bé có thể làm bất cứ điều gì để bảo vệ cho cho người bạn thân, đồng thời cũng là người bạn duy nhất của mình - Ali khỏi cái bóng, vết xe đỗ của Zain. Vũ khí của cô là một cây ná đặc chế từ cao su. Một số gây sát thương, một số hoạt động như bom khói và một số tạo ra từ trường thu hút kẻ thù trong vùng lân cận. Trong mùa 3, cô được tặng một bộ cung tên làm vũ khí đặc trưng mới. Cô tạm thời là một điệp viên Inviso trong tập 8 của mùa 3. Vào tập cuối mùa 3, Alicia trở thành chủ sở hữu mới của IRIS.
- Comot (Ida Rahayu Yusoff thủ vai)
  - Comot là một chú mèo có lông màu xám (khi tắm sạch sẽ thì lông màu trắng) cũng là thú cưng của Ali, thuộc hệ lõi Inviso. Comot đã từng làm việc cho Abang Bear (một tên chuyên bắt trộm mèo, sai những chú mèo làm mọi việc) để lấy trộm IRIS, nhưng đã là thú cưng của Ali sau khi được Ali chăm sóc. Comot có khả năng tàng hình bằng những khả năng đã được luyện tập trong một bài kiểm tra kỹ năng cách đó 3 năm. Mắt phải của Comot có hiện tượng Heterochromatic (hiện tượng tạp sắc). Trong tập 11 của mùa 3, Comot đã chiến đấu với Kim sau khi vô tình nhìn thấy cô ấy cài thiết bị gián điệp và truyền vị trí ra bên ngoài.

### Nhân vật phụ
- Tướng Rama (Azmam Bin Zulkiply thủ vai)
  - Người đứng đầu tổ chức MATA, thuộc hệ lõi Neuro, là một người chỉ đạo các đặc vụ, phân tích, đưa ra chiến thuật và là một người có tính cách nóng tính.
- Rizwan (Azman Bin Zulkiply thủ vai)
  - Rizwan là điệp viên giỏi nhất của tổ chức MATA, thuộc hệ Inviso. Cặp găng tay công nghệ cao (High-Tech pair or Gloves) mà Rizwan sử dụng có thể hạ gục được đối thủ bằng cách tấn công vào huyệt đối phương, ngoài ra cũng có thể tấn công bằng lòng bàn tay vào các huyệt chính của đối phương. Trang phục của Rizwan (Camouflage Suit) có khả năng cải trang thành người khác từ các các trang phục có sẵn như mũ. Ngoài ra, Rizwan còn dùng que kẹo để phóng vào huyệt ở cổ để tê liệt đối phương. Trong mùa 3, Rizwan đang được điều trị tại nơi ẩn náu của Giáo sư Akram để loại bỏ Azurium và các nanobot do Jenny (Cinco) cấy ghép, Rizwan miễn nhiễm với nanobot vì hầu hết chúng đều được lấy ra khỏi cơ thể. Hiện tại Rizwan đang hợp tác với Dos để theo dõi và bắt giữ cả Cinco và Trez.
- Uno (Azuan Wanji Shamsir thủ vai) 
  - Là cựu thành viên của MATA, thuộc hệ lõi Inviso. Uno tham gia cứu Cyberaya cùng 3 đặc vụ Neuro, Tekno và Kombat. Nhưng bị bỏ lại khi bị thương nặng khiến cho Uno mang lòng căm thù và tự thành lập tổ chức cho riêng mình mang tên Numeros.
- Jenny (Cinco) (Nor Meirysha Binti Nurrol Ashikin thủ vai)
  - Là nhà phát minh của MATA, thuộc hệ lõi Tekno. Jenny chuyên chế tạo vũ khí và bộ đồ điệp viên cho các thành viên của tổ chức này. Tuy nhiên ở 2 tập cuối của mùa 1, cô bị lộ ra là gián điệp của Uno, mật danh là Cinco, được cài vào MATA để lấy trộm IRIS.
- Dos (Nurul Radhiah Ibrahim thủ vai) (Mùa 1), (Azi Shafian thủ vai) (Mùa 2)
  - Là cựu thành viên của Numeros, thuộc hệ lõi Inviso. Trong những ngày ở Numeros, cô cùng với cộng sự cũ Trez đã đột nhập vào trụ sở của MATA và đánh cắp IRIS. Vũ khí của cô là một cây châm cài tóc có thể gây điện giật cho mục tiêu và lưỡi dao plasma có khả năng cắt xuyên qua bất cứ thứ gì. Cô đi một đôi giày đặc biệt cho phép tăng tốc độ. Vào tập cuối của phần 3, cô đã tham gia cùng Rizwan để hỗ trợ tìm Cinco, người đã trốn thoát sau khi bị Ali cùng các đặc vụ khác tấn công.
- Trez
  - Là cộng sự cũ của Dos, thuộc hệ lõi Kombat. Vũ khí của Trez là cánh tay điện tử cho phép anh ta nâng được vật nặng gấp 10 lần so với người bình thường.
- Seis và Siete (Iliyas Abdull Latif thủ vai)
  - Là một cặp song sinh với vũ khí là một quả bóng đá tạo ra lực tác động lớn khi đá vào mục tiêu. Trong tập 3 của mùa 3, họ được cho là làm việc cho Abang Bear.
- Jet (Mohammed Haziq Mohammed Hilmy thủ vai)
  - Là một đặc vụ nhí thuộc hệ lõi Neuro, có khả năng bay bằng một chiếc ba lô phản lực. Jet đã bị loại trong cuộc thi tìm kiếm chủ nhân mới của IRIS cùng với Bulat và Moon trong mùa 3.
- Moon (Ain Hafizah thủ vai)
  - Là một đặc vụ nhí có tính cách vui vẻ và hoạt bát thuộc hệ lõi Inviso. Moon là một trong những đặc vụ nhí rất thân thiện với Ali. Moon có thể tạo ra bản sao của riêng mình bằng bộ đồ có thể chiếu hình ảnh ba chiều của cô. Vũ khí của Moon là một đôi găng tay có thể gây ra chấn động va chạm lên bất cứ thứ gì cô chạm vào. Moon đã bị loại cùng với Bulat và Jet trong mùa 3.
- Iman (Salina Salmee Mohd Ali thủ vai)
  - Là một đặc vụ nhí đội khăn trùm đầu thuộc hệ lõi Kombat. Imam có vẻ ngoài nhút nhát và lễ phép nhưng lại rất thân thiện với Ali. Vũ khí của Iman là một chiếc phi tiêu có dây thừng bay ra từ khăn choàng. Cô là một đặc vụ thuộc hệ lõi Kombat, nhưng tạm thời là đặc vụ thuộc hệ lõi Inviso trong mùa 3.
- Khai (Khairul Anwar Suwandi thủ vai)
  - Là một đặc vụ nhí người Nhật gốc Malaysia thuộc hệ lõi Techno, kết bạn với Ali tại học viện MATA. Vũ khí của Khai là chiếc ván trượt bay robot tên R-O. Khai thường hô vang "Naisu!" (dịch sang tiếng Việt: "Tốt lắm!") mỗi khi khen ngợi việc làm tốt của bạn mình. Giống như Alicia, đôi khi Khai có thể khá thù địch. Khai tạm thời là đặc vụ thuộc hệ lõi Kombat bên cạnh Ali trong mùa 3.
- Rudy (Syahrul Matnizam thủ vai)
  - Là một đặc vụ nhí lạnh lùng và kiêu ngạo thuộc hệ lõi Inviso. Rudy mang trong mình mối hận thù sâu sắc với Ali sau khi biết Ali đã đánh bại Uno trong tập cuối của mùa 1. Sau khi Uno bị đánh bại, Rudy thường xuyên mất bình tĩnh và luôn xảy ra mâu thuẫn với Ali. Trước khi trở thành đặc vụ của MATA, Rudy là một tên móc túi và sống trong một con hẻm. Rudy rất thần tượng Djin (Uno) sau khi Djin cứu Rudy khỏi bị Komeng hành hạ. Có tình tiết cũng tiết lộ rằng Rudy đã mất gia đình. Rudy có thể điều khiển chuyển động của mục tiêu nếu đeo một cặp vòng tay kim loại vào cổ tay họ. Rudy cũng có khả năng cải trang thành bất kỳ ai mà anh muốn bằng cách mặc áo hoodie ngụy trang.
- Mika (Shafiqah Zulkefli thủ vai)
  - Là một đặc vụ nhí tomboy thuộc hệ lõi Kombat. Mika bị khuyết tật ở chân, nên sở hữu một bộ đồ mecha làm vũ khí. Nó cho phép Mika di chuyển và tự vệ trước các đòn tấn công của kẻ thù. Giống như Alicia, đôi khi Mika có thể khá thù địch. Cô từng là một đặc vụ thuộc hệ lõi Neuro tạm thời trong mùa 3.
- Roza (Syuhadah Hysham thủ vai)
  - Là một đặc vụ nhí người Sarawak thuộc hệ lõi Neuro, kẻ đã bắt nạt Ali ở học viện MATA. Roza luôn nhai kẹo cao su kể cả khi đang thực hiện nhiệm vụ. Vũ khí của Roza là một khẩu súng bắn tỉa bắn tia laser. Trong tập 7 của mùa 3, Roza đã bị thương khi cứu một đứa trẻ khỏi bị một hành tinh rơi trúng trong bảo tàng khoa học. Và trong tập 8, Roza đã bị loại.
- Wak Musang
  - Là một tay buôn làm việc cho Abang Bear nhưng đội lốt bán hàng rong. Trong tập 1 của mùa 1, Wak Musang được cho là tham gia vào Numeros khi anh ta chịu trách nhiệm tạm thời giữ IRIS cho Uno.
- Komeng
  - Là chỉ huy của băng đảng Bear, kẻ luôn tìm cách đánh cắp các thiết bị công nghệ cao từ C-Tech.
- Abang Bear
  - Là kẻ đứng đằng sau thí nghiệm bất hợp pháp lên Comot vào 3 năm trước, Abang Bear sử dụng những con mèo biến đổi gen như Comot để cướp tiền và vàng cho hắn. Trong tập 4 của mùa 1, Abang Bear đã đặt một quả bom trong nhà kho để giết Ali, Alicia và Bakar khi hắn đánh cắp IRIS. Abang Bear nói rằng hắn sẽ bán nó nhưng Comot đã tấn công và lấy lại IRIS bằng cách cắn vào cổ tay hắn. Abang Bear cố gắng chạy theo Comot nhưng Komeng đã ngăn hắn lại và nói rằng quả bom sắp phát nổ. Sau đó, Abang Bear rời đi cùng những con mèo khác ngoại trừ Comot.
- Puan Munah (Roshilawati Razlan thủ vai)
  - Là cô giáo chủ nhiệm của lớp 6 Avicenna, nổi tiếng với việc cực kì nghiêm khắc. Cô dạy các môn Khoa học, Thể dục và Toán và thường được nhìn thấy cầm một chiếc roi mây. Mặc dù có thân hình nhỏ bé, tiếng hét của cô có thể khiến các học sinh phải sợ hãi.
- Tiến sĩ Tong
  - Là một nhà khoa học trong ngành công nghệ sinh học và từng là ông chủ của Tiến sĩ Aaron. Tiến sĩ Tong đã trở thành nạn nhân của Tiến sĩ Aaron khi dữ liệu não của ông được chuyển vào não của Tiến sĩ Aaron.
- Giáo sư Akram (Shafiq Isa thủ vai)
  - Ban đầu là thành viên thứ 4 của Numeros, giáo sư Akram sống một mình trong ngôi nhà nhỏ nằm trong một khu rừng xa xôi. Ông từ chối làm việc cho Numeros vì ông không muốn tin tưởng Uno nữa. Tuy nhiên, Cinco đã đe dọa ông phải làm việc cùng họ nếu không mạng sống của gia đình ông sẽ bị đe dọa.
- Aliya (Salina Salmee Mohd Ali thủ vai)
  - Là người mẹ đã khuất của Ali và là chị gái của Bakar. Danh tính của Aliya được tiết lộ trong Ejen Ali: The Movie, cô từng hợp tác với một cô gái ở khu ổ chuột từ vùng ngoại ô Cyberaya, Niki. Để giúp đỡ những người nghèo ở đó, Aliya đã tạo ra những phát minh nhỏ để họ sử dụng hàng ngày và sau đó bắt đầu đánh cắp các thiết bị công nghệ của Cyberaya để phục vụ cho lợi ích của họ. Bước ngoặt lớn trong cuộc đời của Aliya là khi cô và Niki cố gắng đánh cắp thiết bị tiên tiến từ một khoang hàng hóa nhưng bị các thủ lĩnh của 4 lõi can thiệp. Sau khi bị đánh bại trong cuộc chiến, Aliya buộc Niki phải trốn thoát một mình sau khi bị dồn vào chân tường. Ngay khi Niki đang theo dõi tình hình, Dayang (sau khi ấn tượng trước lòng dũng cảm và những phát minh của Aliya) đã đề nghị cô tham gia M.A.T.A, đó là lý do khiến Niki nghĩ rằng Aliya phản bội mình. Trong một cảnh sau đó, Niki có kế hoạch cướp bóc tài nguyên của thành phố và sau đó quyết định phá hủy Cyberaya bằng cách phóng 3 quả tên lửa từ trung tâm. Biết được tình hình, Aliya đã đến ngăn cản Niki nhưng không thể. Cuối cùng, cô sử dụng "Chế độ ghi đè" của IRIS để va chạm các tên lửa giữa không trung nhưng lại tử nạn sau nỗ lực thành công.
- Dato Hisham (Usamah Zaid Yasin thủ vai)
  - Là một nhà nghiên cứu thể loại khoa học và thể thao, người kế nhiệm Othman trở thành thị trưởng tiếp theo của Cyberaya.
- Viktor (Azmam Bin Zulkiply thủ vai)
  - Viktor là người bạn thân thiết của Ali, học giỏi, thông minh, luôn đạt được điểm A mặc dù thích chơi game rất nhiều. Viktor luôn giúp Ali vào lớp mỗi khi cậu ta đi muộn. Viktor có một fan hâm mộ tên là Mia và cũng là người yêu của cậu ấy.
- Karya (Usamah Zaid Yasin thủ vai)
  - Karya là một đặc vụ thuộc hệ lõi Inviso, có tài năng về ảo thuật (Đặc vụ chuyên ảo thuật), là 1 trong 4 đặc vụ rèn luyện các đặc vụ nhí khóa học trở thành một siêu đặc vụ. Ngoài MATA, Karya cũng là giáo viên tại trường học của Ali và Alicia dưới cái tên Cikgu Bidin, anh là người đã chọn Ali làm thành viên của Câu lạc bộ sưu tập tem.
- Leon (Muhammad Zulhilmi thủ vai)
  - Leon là một đặc vụ thuộc hệ lõi Neuro, có tài năng phân tích, định hướng nhanh (Đặc vụ chuyên phân tích), là 1 trong 4 đặc vụ rèn luyện các đặc vụ nhí khóa học trở thành một siêu đặc vụ, có tính cách nóng tính.
- Geetha (Azi Shafian thủ vai)
  - Geetha là một đặc vụ thuộc hệ lõi Tekno, có tài năng chế tạo máy móc (Đặc vụ chuyên công nghệ), là 1 trong 4 đặc vụ rèn luyện các đặc vụ nhí khóa học trở thành một siêu đặc vụ, có tính cách hiền từ, đôi lúc khi đặc vụ nhí thuộc hệ lõi Tekno không hoàn thành bài tập thì rất nóng tính.
- Aleks (Shafiq Isa thủ vai) 
  - Một đặc vụ thuộc hệ lõi Inviso có thân hình to lớn có thể di chuyển với tốc độ siêu nhanh bằng cách chống lại trọng lực hoặc đứng vững trên mặt đất bằng cách sử dụng bộ đồ đặc biệt của Aleks có khả năng điều khiển trọng lực xung quanh người đeo.[11]

- Rizka (Azi Shafian thủ vai) 
  - Một đặc vụ thuộc hệ lõi Kombat nóng tính nói giọng Indonesia và sở hữu một cặp karambit plasma. Rizka được giới thiệu là một đặc vụ công nghệ trong mùa 3.[12]

- Sam (Hakim Kamal thủ vai) 
  - Một đặc vụ thuộc hệ lõi Neuro thông minh và tự hành, là người thường hay trêu chọc những đứa các đặc vụ nhí, đặc biệt là Ali. Anh ta sở hữu một chiếc đồng hồ Thụy Sĩ cấp quân sự có thể bắn tia laser, bí mật theo dõi người khác và hoạt động như một thiết bị liên lạc.[13]

- Kim (Nur Atika Abdullah thủ vai) 
  - Một đặc vụ thuộc hệ lõi Techno vui vẻ và yêu âm nhạc, có vũ khí là một chiếc đàn guitar điện được cải tiến và nâng cấp, phát ra sóng âm thanh với nhiều hiệu ứng khác nhau. Trong tập 8 của mùa 3, cô đã cắm một trong những chiếc khuyên tai của mình vào máy tính trong phòng thí nghiệm Techno, Kim và Cinco được cho là đang hợp tác để hack hệ thống phòng thủ trong Học viện MATA mới.[14]

## Phương tiện truyền thông

### Trò chơi
Trước khi series Đặc vụ Ali (Ejen Ali) được ra mắt, WAU Animation phối hợp với Media Prima Digital ra mắt tựa game đầu tiên Ejen Ali: MATA Training Academy (tiếng Việt: Đặc vụ Ali: Trại huấn luyện MATA) miễn phí cho hai nền tảng di động phổ biến là Android và iOS. Tựa game có trên 260 ngàn lượt tải về. Tựa game thứ hai Ejen Ali Emergency được ra mắt cho iOS và Android vào tháng 9 năm 2016.
Cả hai trò chơi đều đoạt giải trong giải thưởng Mob-Ex Awards 2017. Ejen Ali: MATA Training Academy đoạt 3 giải vàng: Ứng dụng sáng tạo tốt nhất (Best App - Creativity), Ứng dụng có chủ truyền thông tốt nhất (Best App - Media Owner), Ứng dụng tốt nhất cho thiết bị máy tính bảng (Best App - Tablets) và một giải bạc: Ứng dụng Trò chơi và Giải trí tốt nhất (Best App - Games & Entertainment). Ejen Ali: Emergency đạt giải vàng cho Ứng dụng Trò chơi và Giải trí tốt nhất (Best App - Games & Entertainment) và một giải bạc cho Ứng dụng tốt nhất cho thiết bị máy tính bảng (Best App - Tablets).
Vào đầu năm 2020, WAU Animation cùng Media Prima Digital đã công bố phát hành một trò chơi mới mang tên Ejen Ali: Agent's Arena. Phiên bản beta của trò chơi dự kiến sẽ có trên Android, sau đó là iOS, tuy nhiên sau đó đã bị xóa khỏi hầu hết các cơ sở dữ liệu. Hiện tại, trò chơi này chỉ khả dụng tại Malaysia. Ejen Ali: Agents Arena được đồng sản xuất với Common Extract.

### Phim ảnh
Sau 2 mùa phim hoạt hình truyền hình, WAU Animations đã cho ra mắt bộ phim hoạt hình điện ảnh đầu tiên có tựa đề "Ejen Ali: The Movie", được phát hành vào ngày 28 tháng 11 năm 2019 tại Malaysia. Nhờ sự thành công của bộ phim hoạt hình điện ảnh đầu tiên, WAU Animation đã phát hành phần tiếp theo có tựa đề "Ejen Ali: The Movie 2" vào ngày 22 tháng 5 năm 2025, diễn ra sau khi kết thúc mùa 3 của series phim.

## Giải thưởng và đề cử
| Giải thưởng và đề cử | Giải thưởng và đề cử               | Giải thưởng và đề cử                                  | Giải thưởng và đề cử            | Giải thưởng và đề cử |
| Năm                  | Giải thưởng                        | Hạng mục                                              | (Người) Đề cử                   | Kết quả              |
| -------------------- | ---------------------------------- | ----------------------------------------------------- | ------------------------------- | -------------------- |
| 2016                 | Liên hoan phim Malaysia lần thứ 28 | Phim hoạt hình ngắn xuất sắc nhất                     | Ejen Ali (WAU Animations)       | Đoạt giải            |
| 2017                 | Mob-Ex Awards                      | Ứng dụng sáng tạo xuất sắc nhất                       | Ejen Ali: MATA Training Academy | Đoạt giải (Vàng)     |
| 2017                 | Mob-Ex Awards                      | Ứng dụng xuất sắc nhất trên phương tiện truyền thông  | Ejen Ali: MATA Training Academy | Đoạt giải (Vàng)     |
| 2017                 | Mob-Ex Awards                      | Ứng dụng xuất sắc nhất trên Máy tính bảng             | Ejen Ali: MATA Training Academy | Đoạt giải (Vàng)     |
| 2017                 | Mob-Ex Awards                      | Ứng dụng xuất sắc nhất trong mục Trò chơi và giải trí | Ejen Ali: MATA Training Academy | Đoạt giải (Đồng)     |
| 2017                 | Mob-Ex Awards                      | Ứng dụng xuất sắc nhất trong mục Trò chơi và giải trí | Ejen Ali: Emergency             | Đoạt giải (Vàng)     |
| 2017                 | Mob-Ex Awards                      | Ứng dụng xuất sắc nhất trên Máy tính bảng             | Ejen Ali: Emergency             | Đoạt giải (Đồng)     |
| 2021                 | Giải thưởng ngôi sao nổi tiếng     | Phim hoạt hình xuất sắc nhất                          | Ejen Ali (WAU Animation)        | Đoạt giải            |